# União Recreativo Social Olímpico
União Recreativo Social Olímpico is een Braziliaanse voetbalclub uit Mundo Novo in de staat Mato Grosso do Sul, ook bekend als URSO. 

## Geschiedenis
De club werd opgericht in 1997 als Clube Atlético Mundo Novo en werd in 2000 een profclub en ging in het Campeonato Sul-Mato-Grossense spelen. De club speelde tot 2006 in de competitie en kon zich nooit voor de tweede ronde plaatsen. In 2010 keerde de club terug en nam dat jaar ook de huidige naam aan. In 2011 plaatste de club zich voor de eerste keer voor de tweede ronde en verloor daar van CENE. De volgende twee seizoenen miste de club de tweede ronde en in 2014 degradeerden ze. 